# Обухово (Медынский район)
Обухово — деревня в Медынском районе Калужской области России. Входит в состав сельского поселения «деревня Романово».

## Название
В 1863 году упоминается как Обухово (Абухово).

## География
Деревня расположена на левом берегу реки Шаня, в 12 км от Медыни. Рядом — деревня Бородино (3,5 км) , ДНТ Солнцево(3,2 км), бывшее село Николо-Матрёнино.

## История
В 1782 году Обухово — сельцо Николая Ивановича Пусторослева, в нём деревянный господский дом, плодовый сад, 38 крестьянских дворов, 201 житель.
В 1863 году Обухово (Абухово) — владельческое сельцо, 2-го стана Медынского уезда, по левую сторону тракта Медынь-Гжатск. В сельце 23 двора, 273 жителя.
В 1891 году Обухово — деревня и сельцо Романовской волости Медынского уезда. Сельцо без жителей, в деревне проживает 254 человек.
В 1914 году Обухово — деревня и сельцо Романовской волости. В сельце — жителей нет, в деревне — 292 человека.

## Население
| 2002 | 2010 |
| ---- | ---- |
| 48   | ↗60  |

### Историческая численность населения
В 1782 году — 201 житель.
В 1891, 1914 году в сельце — жителей нет, в деревне — 254 и 292 человека соответственно.

## Инфраструктура
Личное подсобное хозяйство с зоной сельскохозяйственного использования, индивидуальная застройка усадебного типа.

## Транспорт
Деревня доступна автотранспортом. Просёлочные дороги. По описанию 1863 года владельческое сельцо стояло по левую сторону тракта Медынь-Гжатск